# Vignettenevidenz
Die Vignettenevidenz ist eine frei durchsuchbare Datenbank, in der alle Kfz-Kennzeichen (mitsamt jeweils zugehörigem Zulassungsstaat und gegebenenfalls zugehöriger Fahrzeugart) eingetragen sind, für die eine gültige österreichische digitale Vignette oder eine gültige österreichische digitale Streckenmaut besteht. Bei der Fahrzeugart wird dabei zwischen Pkw und Motorrad unterschieden, und zwar nur bei der digitalen Vignette. Andere Fahrzeugdaten – wie z. B. Hersteller, Modell, Fahrzeug-Identifizierungsnummer oder Fahrzeughalter – werden in der Vignettenevidenz nicht gespeichert. Auf freiwilliger Basis kann im Zuge des Bestellprozesses im ASFINAG-Webshop ein Kundenkonto angelegt werden, dann werden zusätzliche Daten gespeichert. Nur dann können zusätzliche Services in Anspruch genommen werden, z. B. ist dann das nachträgliche Ändern des Kfz-Kennzeichens möglich.
Die Vignettenevidenz wird von der Autobahnen- und Schnellstraßen-Finanzierungs-Aktiengesellschaft (ASFINAG) geführt.
Durch die Eingabe eines Kfz-Kennzeichens und des zugehörigen Zulassungsstaates kann jede Person kostenlos online abfragen, ob für das betreffende Fahrzeug eine gültige digitale Vignette oder eine gültige digitale Streckenmaut hinterlegt wurde und für welche Zeiträume sie gegebenenfalls gelten. Bei der digitalen Streckenmaut erhält man zudem Informationen, welches Ticket für welche Mautstrecke gekauft wurde. Über eine IP-Adresse sind pro Tag maximal drei Abfragen möglich; dies soll insbesondere Missbrauch durch massenhafte oder automatisierte Abfragen verhindern.

## Rechtsquelle
- BGBl. I Nr. 65/2017 … Änderung des Bundesstraßen-Mautgesetzes 2002